# Équation de Washburn
En physique, l'équation de Washburn décrit l'écoulement capillaire dans un faisceau de tubes cylindriques parallèles; il est étendu avec quelques problèmes à l'imbibition dans des matériaux poreux. L'équation porte le nom d'Edward Wight Washburn; elle est également connue sous le nom d'équation de Lucas–Washburn, considérant que Richard Lucas écrit un article similaire trois ans plus tôt, ou équation de Bell-Cameron-Lucas-Washburn, considérant la découverte par J.M. Bell et F.K. Cameron de la forme de l'équation en 1906.

## Dérivation

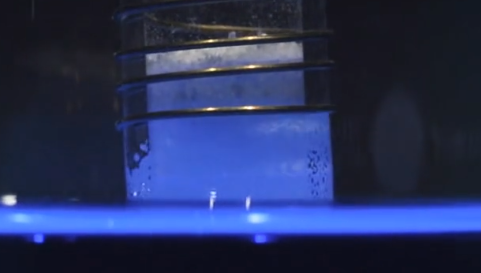
Mesure de la mouillabilité de la poudre avec la méthode Washburn.

Dans sa forme la plus générale, l'équation de Lucas Washburn décrit la longueur de pénétration ( {\displaystyle L} ) d'un liquide dans un pore capillaire ou un tube avec le temps {\displaystyle t} tel que  {\displaystyle L=(Dt)^{\frac {1}{2}}}, où {\displaystyle D} est un coefficient de diffusion simplifié. Cette relation, qui est vraie pour une variété de situations, capture l'essence de l'équation de Lucas et Washburn, et montre que la pénétration capillaire et le transport de fluide à travers les structures poreuses présentent un comportement diffusif semblable à celui qui se produit dans de nombreux systèmes physiques et chimiques. Le coefficient de diffusion {\displaystyle D} est régi par la géométrie du capillaire ainsi que par les propriétés du fluide pénétrant. Un liquide ayant une viscosité dynamique {\displaystyle \eta } et tension superficielle {\displaystyle \gamma } pénétrera une distance {\displaystyle L} dans le capillaire dont le rayon des pores est {\displaystyle r} à la suite de la relation :
{\displaystyle L={\sqrt {\frac {\gamma rt\cos(\phi )}{2\eta }}}}
Où {\displaystyle \phi } est l'angle de contact entre le liquide pénétrant et le solide (paroi du tube).
L'équation de Washburn est également utilisée couramment pour déterminer l'angle de contact d'un liquide avec une poudre à l'aide d'un tensiomètre de force (en) .
Dans le cas des matériaux poreux, de nombreux problèmes ont été soulevés à la fois sur la signification physique du rayon de pore calculé {\displaystyle r}  et la possibilité réelle d'utiliser cette équation pour le calcul de l'angle de contact du solide. L'équation est dérivée d'un écoulement capillaire dans un tube cylindrique en l'absence de champ gravitationnel, mais est suffisamment précise dans de nombreux cas lorsque la force capillaire est encore nettement supérieure à la force gravitationnelle.
Dans son article de 1921, Washburn applique la loi de Poiseuille pour le mouvement fluide dans un tube circulaire. Insérant l'expression du volume différentiel en termes de longueur {\displaystyle l} de fluide dans le tube {\displaystyle dV=\pi r^{2}dl}, on obtient
{\displaystyle {\frac {\delta l}{\delta t}}={\frac {\sum P}{8r^{2}\eta l}}(r^{4}+4\epsilon r^{3})}
où {\displaystyle \sum P} est la somme des pressions participantes, telles que la pression atmosphérique {\displaystyle P_{A}}, la pression hydrostatique {\displaystyle P_{h}} et la pression équivalente due aux forces capillaires {\displaystyle P_{c}} . {\displaystyle \eta } est la viscosité du liquide, et {\displaystyle \epsilon } est le coefficient de glissement, qui est supposé égal à 0 pour les matériaux mouillants. {\displaystyle r} est le rayon du capillaire. Les pressions à leur tour peuvent être écrites comme
{\displaystyle P_{h}=hg\rho -lg\rho \sin \psi }
{\displaystyle P_{c}={\frac {2\gamma }{r}}\cos \phi }
où {\displaystyle \rho } est la densité du liquide et {\displaystyle \gamma } sa tension superficielle. {\displaystyle \psi } est l'angle du tube par rapport à l'axe horizontal. {\displaystyle \phi } est l'angle de contact du liquide sur le matériau capillaire. La substitution de ces expressions conduit à l équation différentielle du premier ordre de la distance que le fluide pénètre dans le tube {\displaystyle l} :
{\displaystyle {\frac {\delta l}{\delta t}}={\frac {[P_{A}+g\rho (h-l\sin \psi )+{\frac {2\gamma }{r}}\cos \phi ](r^{4}+4\epsilon r^{3})}{8r^{2}\eta l}}}

### Constante de Washburn
La constante de Washburn peut être incluse dans l'équation de Washburn.
Elle est calculée comme suit:
{\displaystyle {\frac {10^{4}\left[\mathrm {\frac {\mu m}{cm}} \right]\left[\mathrm {\frac {N}{m^{2}}} \right]}{68947.6\left[\mathrm {\frac {dynes}{cm^{2}}} \right]}}=0.1450(38)} ,

### Inertie des fluides
Dans la dérivation de l'équation de Washburn, l'inertie du liquide est ignorée, considérée comme négligeable. Ceci est apparent dans la dépendance de la longueur {\displaystyle L} à la racine carrée du temps, {\displaystyle L\propto {\sqrt {t}}}, ce qui donne une vitesse dL/dt arbitrairement grande pour de petites valeurs de t . Une version améliorée de l'équation de Washburn, appelée équation de Bosanquet (en) , prend en compte l'inertie du liquide.

## Applications

### Impression jet d'encre
La pénétration d'un liquide dans le substrat s'écoulant sous sa propre pression capillaire peut être calculée en utilisant une version simplifiée de l'équation de Washburn,:
{\displaystyle l=\left[{\frac {r\cos \theta }{2}}\right]^{\frac {1}{2}}\left[{\frac {\gamma }{\eta }}\right]^{\frac {1}{2}}t^{\frac {1}{2}}}
où le rapport tension superficielle/viscosité {\displaystyle \left[{\tfrac {\gamma }{\eta }}\right]^{\frac {1}{2}}} représente la vitesse de pénétration de l'encre dans le substrat. En réalité, l'évaporation des solvants limite l'étendue de la pénétration de liquide dans une couche poreuse et donc, pour la modélisation significative de la physique de l'impression à jet d'encre, il est approprié d'utiliser des modèles qui tiennent compte des effets de l'évaporation dans une pénétration capillaire limitée.

### Aliments
Selon le physicien et lauréat du prix Ig-Nobel Len Fisher, l'équation de Washburn peut être extrêmement précise pour des matériaux plus complexes, y compris les biscuits,. Après une célébration informelle appelée « national biscuit dunking day » (journée nationale de trempage des biscuits), certains articles de journaux ont cité l'équation comme l'équation de Fisher.

### Nouvelle pompe capillaire
Le comportement d'écoulement dans le capillaire traditionnel suit l'équation de Washburn. Récemment, de nouvelles pompes capillaires avec un débit de pompage constant indépendant de la viscosité du liquide ,,, ont été développées, qui présentent un avantage significatif par rapport à la pompe capillaire traditionnelle (dont le comportement d'écoulement est le comportement de Washburn, à savoir le débit n'est pas constant). Ces nouveaux concepts de pompe capillaire présentent un grand potentiel pour améliorer les performances de l'immunochromatographie.